# Кирил Десподов
Кирил Десподов (Кресна, 11. новембар 1996) је бугарски фудбалер који тренутно наступа за ПАОК. Игра на позицији нападача.

## Успеси
Лудогорец
- Прва лига Бугарске (3) : 2020/21,[5] 2021/22,[6] 2022/23.[7]
- Куп Бугарске (1) : 2022/23.[8]
- Суперкуп Бугарске  (2) : 2021,[9] 2022.[10]

Појединачни
- Најбољи млади бугарски фудбалер: 2017.[11]
- Најбољи асистент Прве лиге Бугарске: 2021/22,[12] 2022/23.[13]
- Најбољи бугарски фудбалер: 2018,[14] 2021,[15] 2022.[16]